# کونتور واواچاوی
کونتور واواچاوی (به اسپانیایی: Kuntur Wawachawi) یک کوه در پرو است که در Peru, Puno Region واقع شده‌است. کونتور واواچاوی ۵٬۰۰۰ متر بالاتر از سطح دریا واقع شده‌است.